# Laser vivant
Arthur Parks, alias le Laser vivant (« Living Laser » en VO) est un super-vilain évoluant dans l'univers Marvel de la maison d'édition Marvel Comics. Créé par Stan Lee, Art Simek et Don Heck, le personnage de fiction apparaît pour la première fois dans le comic book Avengers (vol. 1) #34 en novembre 1966.
Il deviendra un ennemi récurrent du héros Iron Man et jouera un rôle clé dans la fin de la mini-série Iron Man: The Inevitable.

## Biographie du personnage

### Origines
Arthur Parks était un chercheur travaillant sur le développement d'armes fonctionnant avec de l'énergie laser.
Il créa des sortes de gantelets-laser, et les vola pour se venger de son ex-petite amie. Il se retrouva vite confronté à la Guêpe, qu'il tenta d'impressionner en détruisant New York. Il parvint à la kidnapper et fut retrouvé par les Vengeurs en Amérique du Sud. Condamné, il parvint pourtant à s'échapper de prison avec l'aide du Mandarin.

### Parcours
Arthur Parks devint par la suite un criminel costumé, et travailla avec le super-vilain Batroc et d'autres mercenaires. Après plusieurs défaites, il tenta de greffer les gantelets à ses poignets. Le docteur Jonas Harrow l'aida dans ses travaux.
Battu par les Vengeurs en essayant de s'emparer de la Couronne du Serpent, il fut par la suite contacté par le Comte Nefaria. Ce dernier amplifia ses pouvoirs, pour pouvoir les drainer ensuite. Le traitement de Nefaria activa les diodes implantées dans le corps de Parks, de façon si soudaine qu'il ne put les éteindre.
Désespéré, il entra au service des nations communistes, pour alimenter leur satellites en énergie et se débarrasser du surplus mortel. Mais il rencontra Iron Man qui détruisit la machine de transfert, et le corps de Parks fut désintégré. Il survécu cependant, sous la forme d'un être composé d'énergie pure, un véritable « laser vivant ».

### Dark Reign
Lors du crossover Dark Reign en 2009, Parks est approché par le Moissonneur et rejoint sa Lethal Legion.

## Pouvoirs et capacités
Arthur Parks n'est plus qu'un être composé de photons, et dont la conscience est maintenue par un champ d'électrons. Il peut atteindre un état tangible en accroissant la densité de ses photons. Ses pouvoirs le rendent virtuellement indestructible, car il ne possède plus de forme physique. Il n'a donc plus besoin de se nourrir ni de respirer.
En complément de ses pouvoirs, c'est un scientifique doué avec notamment une expertise dans le domaine de la technologie des lasers. En revanche, il ne possède pas une grande compétence au combat à main nues.
- Le Laser vivant peut intensifier la densité de ses émissions photoniques pour créer des objets solides. Mais leur durée de vie est très limitée.
- L'émission de photons lui offre une télépathie de très faible niveau, lui permettant juste de communiquer (sa forme n'émet plus de son).
- Il absorbe continuellement la lumière et peut la canaliser sous la forme de lasers destructeurs.
- Il peut aussi voler à la vitesse de la lumière (l'effet est si rapide qu'on pense qu'il s'agit de téléportation) et projeter des illusions de lui-même.
- En se concentrant, il peut « plier » la lumière autour de lui, et se rendre ainsi invisible.
- L'énergie qui l'anime résiste au froid glacial de l'espace.

Son point faible réside en son état mental. Il reste de plus sujet aux attaques télépathiques.

## Apparitions dans d'autres médias

### Télévision
- Le Laser vivant apparaît dans la série Iron Man en tant qu'homme de main du Mandarin.
- Il apparaît aussi dans la série Iron Man (Iron Man: Armored Adventures) :

Dans cette version, Arthur Parks fait partie de la Mafia du comte Nefaria. Il vole un appareil créé par Howard Stark, le père de Tony Stark. Quand il l'enfile, il devient le Laser vivant mais comme il ne contrôle pas son pouvoir, Iron Man est contraint de le neutraliser. Plus tard, Arthur révèle au monde entier qu'il comptait faire exploser une station spatiale remplie de scientifiques mais Iron Man le neutralise une nouvelle fois et le confie au SHIELD qui l'enferme dans une prison spéciale.
Tony Stark cherche ensuite à aider le Laser à se débarrasser de son pouvoir, mais le Fantôme capture Arthur pour que son pouvoir alimente MODOK, dernière création d'AIM. Iron Man arrive dans le vaisseau et sauve le Laser vivant, qui comprend qu'Iron Man voulait l'aider depuis le début et donne tout son pouvoir à MODOK afin de produire une explosion. Le Laser vivant disparaît et Iron Man part du vaisseau en disant à Nick Fury que Arthur Parks est parti. Il revient à la vie durant la saison 2 de la série, à cause de Justin Hammer.
- Il apparaît dans la série Avengers : L'Équipe des super-héros en tant que membre des Maîtres du mal.
- Il apparaît également dans la série Ultimate Spiderman.